# Noyon
Noyon /nwaˈjõ/ (in piccardo Noéyon) è un comune francese di 14 335 abitanti situato nel dipartimento dell'Oise della regione dell'Alta Francia.

## Geografia fisica
La città è attraversata dal fiume Oise e vi passano il "canale del Nord" (tra la valle dell'Oise e il canale Dunkerque-Escaut) ed il canale di San Quintino (tra Oise, Somme e Schelda).

## Storia
L'insediamento sorse in epoca romana come centro dei Viromandui, con il nome di Noviomagus Veromanduorum. In epoca tardo-imperiale la città fu dotata di una cinta di mura e fu sede di un comandante militare. Nel 531 vi fu spostata la sede episcopale della civitas Viromanduorum e la sede fiorì in epoca merovingia grazie alla vicinanza con Soissons, una delle capitali del regno franco. Carlo Magno vi fu consacrato re dei Franchi nel 768 e Ugo Capeto nel 987.
Rivestì un ruolo strategico nei domini reali dell'Île-de-France come contea ecclesiastica (conti di Vermandois e signori di Boves-Coucy). Il vescovo concesse alla città le istituzioni comunali nel 1108. Nel 1363 entrò a far parte dei possedimenti del duca di Borgogna e arrivò in possesso di Carlo V. Il 13 agosto del 1516 vi fu firmato il trattato di Noyon tra Carlo V e Francesco I di Francia. Il ducato di Borgogna passò nuovamente alla Francia nel 1544 con il trattato di Crépy-en-Laonnois e la città di Noyon nel 1559 con il trattato di Cateau-Cambrésis. Nel 1592 fu presa dal re Enrico IV.
La città fu interessata dai combattimenti della prima guerra mondiale: nel 1914, dopo la prima battaglia della Marna, il fronte si fissò sull'Oise poco a valle della città. L'esercito tedesco evacuò la città nel marzo 1917, ma fu nuovamente ripresa il 26 marzo 1918 dopo combattimenti in città durati dal 23 al 25 marzo. Altri violenti combattimenti si ebbero presso il vicino Mont-Renard dal 26 al 30 aprile. La città venne liberata il successivo 30 agosto, nell'ambito dell'offensiva alleata. Durante la seconda guerra mondiale vi si svolsero dei combattimenti nell'estate del 1940 lungo il canale del Nord. Fu liberata dall'occupazione tedesca nel settembre del 1944 dalla Terza armata del generale Patton.

## Società

### Evoluzione demografica
Abitanti censiti

## Monumenti e luoghi di interesse
- Cattedrale di Noyon: in origine edificata in stile romanico, fu distrutta da un incendio nel 1131 e ricostruita in forme gotiche tra il 1145 e il 1235.
- Biblioteca del capitolo
- Fontana del Delfino (Noyon) eretta nel 1771
- Museo "Jean Calvin", sorto tra il 1927 e il 1930 per iniziativa della "Société de l'histoire du protestantisme français" sul presunto sito della casa natale di Giovanni Calvino.

## Amministrazione

### Gemellaggi
- Metzingen
- Hexham